# Andastan
Andastan (ou Antasdan, arménien : Անդաստան, littéralement « Champ ») est une revue littéraire en langue arménienne fondée à Paris en mars 1952 par Puzant Topalian. La publication cesse en juillet 1969 après 18 numéros.

## Historique
La revue Andastan : arts et littérature est fondée à Paris en mars 1952 par Puzant Topalian et imprimée en son imprimerie Araxes. Pour Krikor Beledian, la création de cette revue correspond à une « reprise » du mouvement littéraire arménien en France à un moment d'explosion des avant-gardes littéraires françaises. De par sa modernité et son ouverture sur le monde extérieur, Andastan a été reconnue comme étant l'une des meilleures publications de la littérature arménienne d'après-guerre.
Andastan a au début une périodicité trimestrielle mais elle devient annuelle au bout d'un an.
Puzant Topalian regroupe autour de lui des écrivains arméniens connus de France. Dans le premier cercle de ses collaborateurs, on trouve les poètes Harout Gosdantian et K. Djizmedjian, le romancier Garo Poladian, le critique d'art Kégham Kerestedjian ainsi que le peintre Papken Bodossian. Mais d'autres auteurs contribuent, comme Aharon Dadourian, Ghévont Méloyan, Zareh Vorpouni, Nigoghos Sarafian, Ayvazian, Archam Daderian, etc., la revue permettant une sorte de « retour de la génération de 1930 », et attirant aussi des auteurs plus jeunes comme Hratch Zartarian, Chahan Berberian, etc.. Puzant Topalian fait aussi publier des amis français : Hubert Juin, Paul et G. Bazan, Luc-André Marcel, etc., pour certains auteurs de traductions en français d’œuvres en arménien.
L'objectif de la revue est notamment de « rechercher l'harmonie de l'âme arménienne » et promouvoir le pouvoir de la poésie, avec une recherche d'universalité, d'harmonie et de modernité. La revue est de ce fait très centrée sur la poésie plus que sur la littérature. Andastan veut aussi perpétuer l'« esprit arménien » sans suivre un véritable projet littéraire en tant que tel mais plutôt en poussant à la création au service de la « lumière et la sagesse ». La revue évite d'ailleurs les polémiques pour rassembler et non exclure.
Outre les textes en prose et les poèmes, les études (notamment sur des écrivains non arméniens comme Albert Camus, André Malraux, Pablo Neruda, William Faulkner, Dostoïevski, Ernest Hemingway, etc.), les articles d'arménologie, les comptes-rendus, on trouve de nombreuses traductions en arménien (de poèmes comme celles de Baudelaire par Kégham Atmadjian par exemple) et en français, des œuvres originales d'écrivains français, ainsi que des pages concernant la peinture, la sculpture et la musique. De plus, chaque volume propose, en cahier séparé, des reproductions d’œuvres d'artistes proches du groupe.
Le 10 avril 1961, pour les dix ans de la revue, une soirée est organisée à Paris en l'honneur de William Saroyan : sont présents notamment ce dernier, Puzant Topalian, le peintre Jansem, Vahé Katcha, Luc-André Marcel, Haïg Berbérian ou encore Daria Gamsaragan.
Le dernier numéro est publié en juillet 1969.

## Liste des numéros
- n° 1, mars-août 1952, [lire en ligne][7] ;
- n° 2, septembre-décembre 1952, [lire en ligne] ;
- n° 3, 1953, [lire en ligne] ;
- n° 4, 1954, [lire en ligne] ;
- n° 5, 1955, [lire en ligne] ;
- n° 6-7, 1957, [lire en ligne] ;
- n° 8-9, 1958, [lire en ligne] ;
- n° 10, 1959, [lire en ligne] ;
- n° 11, 1960, [lire en ligne] ;
- n° 12, 1961, [lire en ligne] ;
- n° 13, 1962, [lire en ligne] ;
- n° 14, 1963, [lire en ligne] ;
- n° 15, 1964, [lire en ligne] ;
- n° 16, 1966, [lire en ligne] ;
- n° 17, 1967-1968, [lire en ligne] ;
- n° 18, 1969, [lire en ligne].